# Coloma (thị trấn), Wisconsin
Coloma là một thị trấn thuộc quận Waushara, tiểu bang Wisconsin, Hoa Kỳ. Năm 2010, dân số của thị trấn này là 731 người.